# Reino de Essex
El Reino de Essex (Ēst Seaxna, "sajones orientales"), uno de los siete reinos tradicionales de la llamada Heptarquía anglosajona, fue fundado alrededor de 600 d. C. y cubría el territorio actualmente ocupado por los condados de Essex, Hertfordshire y Middlesex, en Inglaterra. El primer documento histórico sobre el reino se remonta a la Historia Eclesiástica de Beda, que refleja la llegada del obispo Mellitus a Londres en 604.

## Orígenes del Reino de Essex
El Reino de Essex produce relativamente pocas "Cartas" de los reyes anglosajones en comparación con sus vecinos y no hay una versión de la Crónica anglosajona (ASC) sobre Essex. Como resultado, la historia del reino y de su origen permanece relativamente oscura. La leyenda (creada en el siglo X), atribuye la fundación de Essex a Æscwine que aparece por primera vez en una genealogía original de Wessex de finales del siglo IX, que se conserva en Londres, Esta información es ampliada por escritores de los siglos XII y XIII como Enrique de Huntingdon (Historia Anglorum), Roger de Wendover (Flores Historiarum) y Matthew Paris (Chronica Majora). Wendover y París, le nombran como Erkenwine y fechan la fundación del reino en el 527 y su reinado duró hasta el 587, cuando muere y es sucedido por su hijo Sledd. La longevidad del reinado (60 años) y el propio nombre, el único de los reyes de Essex que no comienza por S, hacen sospechar que Æscwine es un personaje legendario, análogamente a los Hengest y Horsa de Kent, Ælle y Cissa de Sussex o Cerdic de Wessex.
Las excavaciones arqueológicas en diversos lugares de Essex (Mucking o Prittlewell, por ejemplo) demuestran que ya había presencia sajona a principios del siglo V y que la imagen de una invasión violenta de Britania está bastante alejada de la realidad. Los sajones primero como federados y más tarde como colonos, llegaron a Essex desde finales del siglo IV, y fueron asimilados fácilmente por la población britanorromana. Los primeros asentamientos se produjeron en la desembocadura de Támesis, y en las zonas alrededor de Londinium. Los sajones que fueron asentándose hacia el este, a lo largo de la vía romana entre Londinium y Camulodunum, fueron conocidos como estseaxni (sajones orientales) y estaban formados por diversos grupos tribales con sus propios líderes y estructuras políticas. De estos grupos nos es conocido algunos de sus nombres, de cuyas denominaciones saldrían posteriormente las de las provincias o distritos del futuro reino:
- Berecingas.- Situados en las marismas cercanas a Berecing (Barking), en el estuario del Támesis.
- Vangeringas.- Al este de los anteriores en la zona del Vange, marisma en torno al Mardyke.
- Uppingas.- Establecidos en el actual Bosque de Epping al norte de los grupos anteriores.
- Hæferingas.- Al este de los uppingas, sobre la vía romana en torno a Hæferig (Havering).
- Gegingas.- Al norte de la vía, cerca de Ceneboltuna, la actual Chelmsford
- Hrothingas o Rodingas.- Al oeste de los anteriores, en las actuales aldeas que llevan su nombre, The Rodings.
- Daenningas.- Ocupaban las penínsulas orientales, entre los estuarios del Blackwater y el Roach, dan su nombre a la península de Dengie.
- Tundiringas.- En la actual península de Tendring, que toma ese nombre porque sus colonizadores provenían de Tundiriun, en la Baja Sajonia.

En la segunda mitad del siglo VI, Kent, el vecino sur de los sajones orientales había llevado a cabo su unificación, cambiando la tradicional estructura política germánica de clanes regidos por un jefe electivo en asamblea popular (folkmoot o folkmote), a la de una monarquía semihereditaria aconsejada por una asamblea de nobles u hombres ilustres (witenagemot o witan). Ethelberto de Kent, en cuyo código de leyes se preserva la primera referencia escrita a un witan, dominaba como señor superior la mayoría de los territorios de los sajones orientales. Ethelberto habría sido el catalizador para la formación de un Essex unificado. Es lógico suponer que no fuera fortuita la elección de Sledda, su cuñado y esposo de su hermana Ricula, como primer rey de los sajones orientales, cuyo reino estaría supeditado al del propio Ethelberto en Kent.

## Geografía
El antiguo reino de Essex se extendía por los condados históricos de Essex, Middlesex, Londres y el sur de Hertfordshire, en la división actual abarcaría 22 de los 32 municipios del Gran Londres, además de todo Essex y parte de Hertfordshire. Al este se limitaba con el Mar del Norte y la frontera norte, con Estanglia, la hacía el río Stour tal como actualmente marca la frontera entre Essex y Suffolk. También la frontera sur del reino permanece inalterada hasta hoy, siendo el río Támesis lo que marca el límite entre Essex y los territorios de Surrey y Kent. La frontera oeste fue la más variable a lo largo del tiempo, aunque Essex en un principio controlaba Middlesex, parte de Surrey e incluso llegó a controlar el sub-reino de Kent Occidental, hacia el 730 se pierde definitivamente el control sobre Londres y su región que pasa manos de Ethelbaldo de Mercia. Igualmente se pierden los territorios al oeste del río Lea.

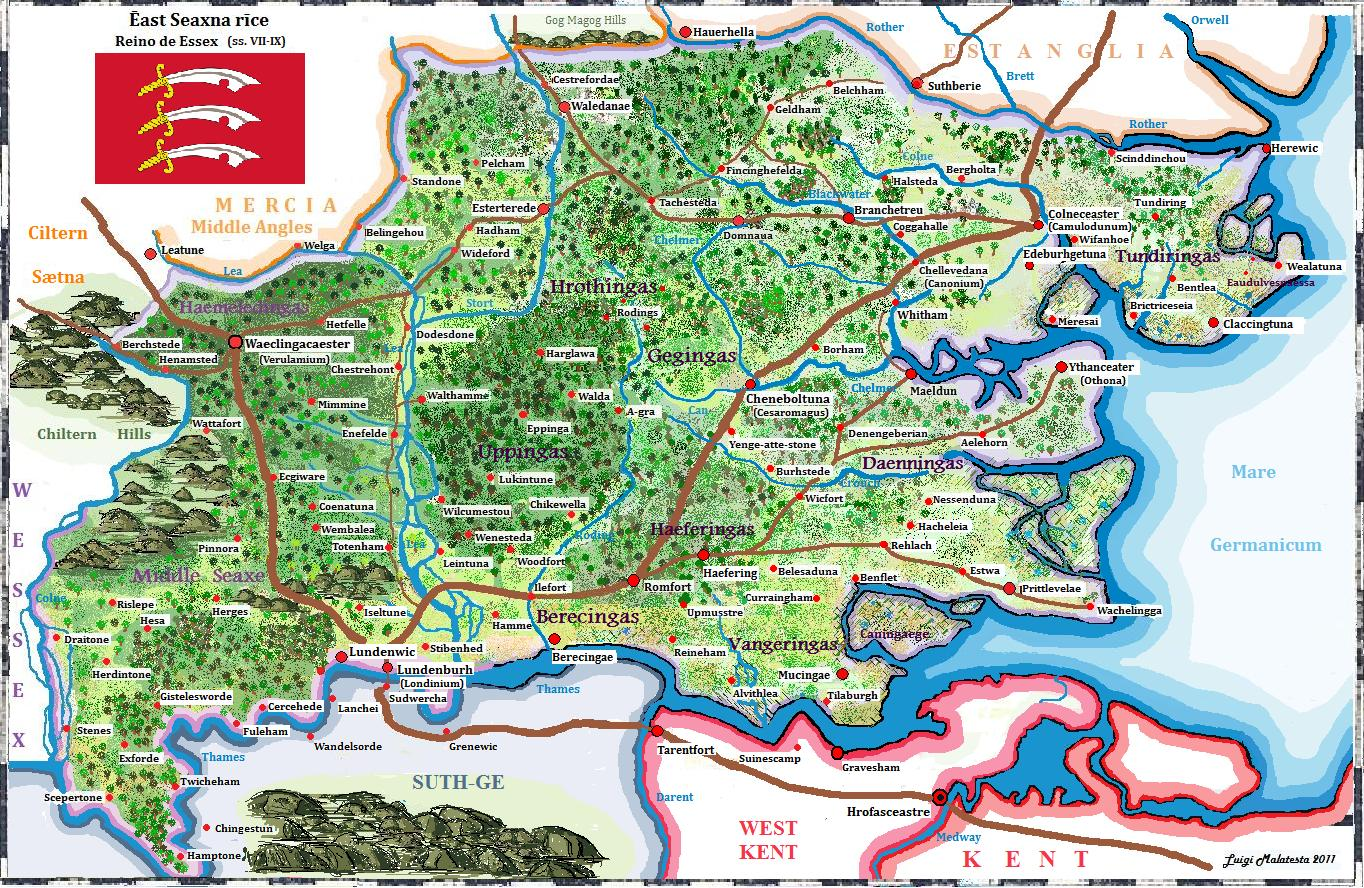
Mapa del Reino de Essex y Middlesex.

El relieve de Essex es suave con una cadena de colinas de no más de 100 metros en el norte y oeste que baja en dirección del mar, la mayor parte del territorio se encuentra en lo que hoy conocemos como cuenca sedimentaria de Londres. En la zona sur y este se encontraban abundantes marismas en los estuarios de los ríos y en la recortada costa del Mar del Norte. De norte a sur estaba el estuario del Stour y el Orwell, y entre este y el estuario del Colne y el Blackwater se encontraba la península de Tundiring (Tendring), en ella el cabo de Nasse (The Naze) era el extremo más oriental de Essex, y cerraba las marismas de Hamford Water. También en Tendring se encontraba el distrito de Eadulesvanessa (The Sokens), que en el siglo X recibieron sus habitantes unos privilegios otorgados por el rey Athlestan. En el gran estuario de Colne-Blackwater esta la isla de Meresai (Mersea) que estaba habitada en el periodo sajón. Al sur la península de Daenenge (Dengie), partida por el estuario del río Crouch donde se encontraba la zona de mayores humedales con las islas de Foulganaessa (Foulness), Wallasea, Potton y Rushley que formaban un intrincado conjunto de marismas, ciénagas y humedales deshabitados. Al sur finalmente se abría el gran estuario del Támesis, y en sus riberas se establecieron los primeros y más populosos asentamientos sajones, desde Wacheling (Wakering) hasta Berecing (Barking), y también se encontraba la isla de Caningaege (Canvey), habitada por los sajones y en la que introdujeron la ganadería ovina. Adentrándose por el Támesis hacia el interior de Britania, entre Canvey y los humedales del Mardyke se encontraba la península de Vange, la tierra de los Vangeringas y más al interior en la confluencias del Roding y el Lea con el Támesis, las marismas de Berecing que llegaban hasta Lundewic (Londres).
Las colinas del Norte y el oeste son formaciones de creta blanca de baja altura, las más prominentes son las del oeste, conocidas como The Chilterns o Chiltern Hills. Las zonas al oeste de la vía romana eran abundantes en bosques, de la extensa masa boscosa de Essex está hoy muy disminuida aún se preservan zonas como el Bosque de Epping, el Bosque de Hainault y el Bosque de Hatfield. De oeste a este los principales ríos eran los afluentes del Támesis el Colne (que hacía de frontera occidental), el Lea (separaba Middlesex de Essex propiamente dicho), y el Roding. Y los que desembocaban en el Mar del Norte, Cough, Chelmer, Blackwater, Colne y Rother.

## Población y localidades
Los sajones vivían, por lo general, en pequeñas aldeas diseminadas en torno a otras un poco más grandes que hacían de mercado situadas cerca de ríos o cruces de caminos, ni tan siquiera habitaron con frecuencia las ciudades romanas preexistentes, nada más que para asentar en ella alguna guarnición militar aprovechando sus murallas. Por ello en Essex las ciudades son raras, a pesar de que en su territorio estuvieron dos de las ciudades romanas más populosas, Londinium (Londres) y Camulodunum (Colchester). Tampoco Essex fue un reino muy populoso, en el Tribal Hidage del reino de Mercia, se atribuyen a Essex solo 7.000 hides, los mismos que a los reinos Sussex, Lindsey, Magonsaete o Hwicce, y muy por debajo de los 15.000 de Kent, los 30.000 de Estanglia o Mercia, y los 100.000 de Wessex.
Londinium, que en la época imperial llegó a tener cerca de treinta mil habitantes, había ido declinando en el bajo imperio y con la llegada de los sajones en el siglo V gran parte de la ciudad estaba deshabitada y sus edificios mayoritariamente en ruinas. La ciudad romana, situada en lo que hoy es la City de Londres, no fue utilizada por los sajones, quienes solo mantuvieron en ella una fortaleza militar conocida como Lundenburh, de la palabra sajona "burh", castillo, fortificación. Sin embargo hicieron un nuevo asentamiento 2 km al oeste, en lo que hoy es el Strand y Covent Garden que llamaron Lundenwic, de la palabra sajona "wic", mercado, puesto mercantil. No parece sin embargo que Lundenburh fuera totalmente abandonada, ya que cuando se establece el Obispado de Londres en el 604, toma su sede en la iglesia de San Pablo situada dentro de la muralla. Con el dominio merciano de Middlesex, la ciudad recuperó poco a poco su actividad de la época romana ya que se convirtió en el principal puerto del Reino de Mercia.
Algo parecido ocurre con Camulodunum, considerada la ciudad más antigua de Inglaterra, la capital tribal de los Trinovantes y más tarde la prospera Colonia Claudia Victricensis, fue abandonada a lo largo del siglo V, los sajones usaron sus murallas para establecer el puesto militar de Colnecaestre (del que deriva su actual nombre de Colchester) y posiblemente el centro comercial del valle del Colne. Más oscura es la historia de Chelmsford, la Caesaromagus romana, según algunos autores fue el fallido intento de una ciudad planificada para ser capital de Britania en sustitución de Londinium como parece indicar su prefijo Cesar-, los edificios que se llegaron a construir fueron la base para un puesto militar sajón en el paso del río Chelmer, donde proviene su nombre de Chelmerboltun (villa del paso del Chelmer) o también de Ceolmaer's ford (el fuerte de algún caudillo llamado Ceolmaer). Wæclingacaester,la romana Verulamium y la actual St Albans, sin embargo si tuvo una ocupación continua en el tiempo, situada en un estratégico cruce de vías romanas, ya a finales del siglo V era sede de un monasterio, pero su verdadero crecimiento se da durante el dominio de Mercia, cuando Offa funda la abadía de St. Albans en el 793. También de fundación romana es Ythanceaster (Othona, Brandwell-on-Sea), una fortificación perteneciente al litus saxonicum, dentro de sus murallas fue fundado un monasterio en el 654. Otros lugares de cierta importancia fueron los puertos de Herewic (Harwich), en el estuario del Rother y de situación privilegiada para el comercio con Estanglia, Maeldun (Maldon), puerto en el esturio del Blackwater y principal salida al mar del territorio de los Daenningas.
Las excavaciones arqueológicas iniciadas en el siglo XX en la zona sur del reino, como el pueblo de Mucingae (Mucking), la cabaña de Chadwell-St-Mary, o la tumba real de Pritevelae (Prittlewell), nos dan una idea de la vida y costumbres de Essex durante el periodo anglosajón, en la zona que perece ser, constituía el corazón del reino. Las penínsulas costeras, con sus buenos prados y pastizales, para la ganadería y la agricultura; y los bosques del oeste con sus aldeas dedicadas a la silvicultura y la caza.

## Historia

### SigloVI. Dominio de Kent
La colonización sajona de Essex se dio pacíficamente a lo largo de todo el siglo VI, el territorio despoblado a lo largo de los siglos IV y V era un buen lugar, con sus bosques y marismas, para el tipo de asentamiento al que estaban acostumbrados los clanes sajones y no supuso luchas ni enfrentamientos con los pocos habitantes britanos que pudieran quedar en la zona.
Es probable que Eormenric de Kent, fuera quién comenzara a forjar el Reino de Essex, y algunas teorías apuntan a que Æscwine (nombre de origen juto) podría haber sido nombrado por él como regente de los territorios al norte del Támesis. El hijo de Eormerico, Ethelberto de Kent, continuó con la hegemonía del reino juto sobre sus vecinos, la relación con Essex aumentó cuando su hermana Ricula (o Ricola) se casó con Sledd, supuestamente hijo de Æscwine, que sube al trono hacia el 587. Aunque los conocimientos sobre el reinado del sajón son escasos, la supremacia del bretwalda juto sobre todo el sureste de la isla está comprobado por diversas fuentes. De Sledd se tienen pocas referencias históricas, solo su mención en varias genealogías, pero la mayoría de los autores apuntan a que seguramente fue él el primer rey de Essex.
El sucesor de Sledd, Saeberto, es conocido por la crónica de la Misión gregoriana que llevó a Agustín de Canterbury a evangelizar a los paganos británicos enviados por el papa Gregorio I Magno en el 597. La conversión del rey de Kent extendió la misión a los territorios en los que ejercía su dominio, entre ellos el Reino de Essex, al que en esos momentos pertenecía la región de Middlesex y Londres donde estaba la capital del reino. De este modo Agustín en el 604 ordenó obispo de Londres a Melito de Canterbury (Mellitus o San Melitón), uno de los miembros de la misión, siendo este último el encargado de evangelizar a los sajones. Beda narra la conversión del rey Seberto en su Historia Ecclesiastica gentis Anglorum, igualmente en las ASC (Anglo-Saxon Chronicles), en la entrada del año 604 se habla de este episodio. A pesar de la mención al rey sajón es Ethelberto de Kent el que continuaba ejerciendo el mando, como demuestra un charter en el cual garantiza tierras a Melito, Obispo de Londres, para fundar un monasterio en Tillincgeham (Tilligham, Essex)
Poco más se sabe del reinado de Seberto, se supone que su subida al trono debió darse hacia el 600, antes de la llegada de la misión a Londres, y su muerte no fue más tarde del 616, último año de Ethelberto, ya que en ese año son citados sus hijos como gobernantes de Essex por Beda. Aunque tradicionalmente se ha pensado que sus restos y los de su esposa Ethelgoda están en la Abadía de Westminster, junto a la entrada de la capillas reales, algunos autores piensan que la Tumba Real de Prittlewell podría alojar a los restos del monarca, o tal vez los de su nieto Sigeberto, el Santo.

### SigloVII. Paganismo y Cristianismo
En el 616 tras la muerte de Ethelberto se produce una vuelta al paganismo en Britania, Eadbaldo, su sucesor, abdjura del cristianismo, igualmente los hijos de Saeberto hacen lo mismo, aunque la sede de Canterbury permanece, los obispos de Londres (Melito) y Rochester (Justo) son expulsados de sus respectivas sedes. En Essex reinaban conjuntamente los tres hijos de Saeberto según Beda, posiblemente siendo Sexred el rey principal y sus hermanos Saewardo y Seaxbaldo sub-reyes en Middlesex y Suth-ge. Precisamente este último territorio es atacado por Cynegils de Wessex, en la batalla por defenderlo los tres hermanos mueren en el 623, según Beda son derrotados por haber abandonado el Cristianismo, lo que hizo que sus gentes volvieran a la "fe en Cristo". El texo de Beda es contradictorio pues él mismo dice que los sajones de Essex no volvieron a ser cristianos hasta el año 653
cuando el rey Sigeberto II por mediación de Oswiu de Northumbria se convirtió al cristianismo, fue bautizado y restauró la cátedra de Londres. En el mismo texto, Beda habla de Sigeberto I: ...Sigebert, who reigned next to Sigebert surnamed The Little, was then king of that nation... (Sigeberto, el cual reinó después de Sigeberto apodado el pequeño, era rey de esa nación...), pero de él tan solo tenemos esta referencia. La historiadora Barbara Yorke cree que ambos Sigebertos son la misma persona, llamado primero "el pequeño" pues accedió al trono muy joven, ya que su padre Sewardo murió también muy joven, y llamado posteriormente "el bueno o el Santo" por su conversión al cristianismo. Sean uno o dos Sigebertos no hay datos históricos sobre Essex durante los 30 años que van desde la derrota de los hijos de Seberto en el 623, hasta la vuelta al cristianismo de Sigeberto en el 653 o 654. De Sigeberto II tampoco se tienen muchas referencias aparte de Beda, los historiadores del siglo XII, Guillermo de Malmesbury y John de Worcester también hablan de su reinado. Oswiu de Northumbria (en ese momento Rey de Bernicia) y de Peada de Mercia (en ese momento sub-rey de los Anglos Centrales) eran buenos amigos de Sigeberto, los tres hicieron una alianza para enfrentarse al padre de Peada, Penda de Mercia. Se trataba de un enfrentamiento entre el partido cristiano liderado por Oswiu y el partido pagano liderado por Penda y sus aliados Cadafael ap Cynfeddw de Gwynedd (en Gales), Aethelwald de Deira y Aethelhere de Estanglia. Los seguidores de Oswiu fueron inducidos a convertirse antes de la Batalla de Winwaed (lugar desconocido actualmente al norte de Inglaterra) y así Finan obispo de Lindisfarne bautizó a ambos (Sigeberto y Peada) en el 653. La victoria de Oswiu acabó casi definitivamente con el partido pagano, el rey de Northumbria (unificaba Bernicia y Deira) mandó a Cedd en misión para evangelizar Essex, Sigeberto restauró la cátedra londinense y le nombró obispo en sustitución de Melito, que era ya obispo de Canterbury. Cedd refundó el monasterio de Tillincgeham (Tilligham, Essex) y fundó uno nuevo en Ythanceaster (Brandwell-on-Sea). Sigeberto fue asesinado en el 660, "por dos hermanos" según Beda, algunos historiadores piensan que lo más probable es que fueran sus sucesores Swithelm y Swithfrith (hijos de Seaxbaldo). El rey principal, Swithelm, era pagano y fue bautizado por Cedd bajo el patronazgo de Ethelwaldo, rey de Estanglia, Swithelm duró poco ya que fue una de las víctimas de la gran peste del 664.
Dos nuevos reyes suben al trono de Essex, Sighere (hijo de Sigeberto), que representa al partido pagano que abandonó el cristianismo al considerar que la peste fue un castigo de los dioses paganos y Saebbi (hijo de Sewardo) representante del partido cristiano, el primero seguramente en Essex Oriental y el segundo en Middlesex. La rivalidad entre ambos reyes daría la oportunidad a los reinos vecinos a intervenir en la política del reino. Saaebbi buscará el apoyo en Wulfhere de Mercia, Jaruman, el obispo de Mercia (en Repton), envía una misión a reconvertir a los sajones de Essex que habían apostatado durante la plaga, y Wulfhere nombra un nuevo obispo de Londres, Wine, entrando esta diócesis en su esfera de influencia. En el partido contrario estaba Egberto I de Kent, que controlaba Suth-ge (Surrey), y apoyaba a Sighere, pero el rey de Kent fallece en el 673, entonces Wulfhere entra en Surrey y nombra a Frithuwold, sub-rey de Suther-ge bajo el dominio de Mercia, aunque muere pronto y le sucede su hijo Frithuric en el 675. Hlothhere de Kent en su lucha contra Mercia y en apoyo de Sighere invade Surrey y toma Londres hacia el 680, pero una nueva fuerza entra en las disputas, el príncipe Caedwalla de los Gewissae, exiliado de su patria se asentó en el bosque de Andred y desde allí atacó Sussex, aunque pudo ser repelido por los earldomen del reino, su siguiente objetivo es Surrey, que invade e incluso avanza sobre Kent debilitado por la lucha entre Hlothhere y su sobrino Eadric. Caedwalla toma Kent en el 686, siendo ya rey de Wessex y pone en el trono a su hermano Mul. Sighere cambia de patrón y toma como protector a Caedwalla, cuando Kent se rebela y matan a Mul, Caedwalla entra de nuevo, arrasa el reino y lo pone bajo el gobierno de Sighere en el 687. Pero finalmente en el 688 dos hechos van a inclinar la balanza hacia el partido pro-merciano de Sebbi: Caedwalla deja la isla para ir de peregrinación a Roma, donde muere a la edad de 33 años, igualmente su defendido Sighere muere ese mismo año. De este modo Surrey, Middlesex y Kent Oriental caen bajo el dominio de los reyes de Mercia, que los dejan en las manos de Saebbi de Essex, que hace a sus hijos Suebhardo y Sueberto sub-reyes de Kent Oriental. Mientras en Kent sube al trono Oswine, que acepta también la hegemonía de Mercia. A Saebbi se le atribuye la construcción de la primera Abadía de Westminster, y el deseo de dedicarse a la vida monástica por lo que abdica en el 694 en su hijo Sigeheard, que comparte el gobierno con su hermano Suefredo, y entra en un monasterio, aunque muere poco después en el 695, fue enterrado en la antigua catedral de San Pablo en Londres, donde fue reverenciado como santo.

### SigloVIIIyIX. Mercia, Wessex y Vikingos
El reinado conjunto de los hermanos Sigeheard y Suebredo, tanscurrió sin demasiados incidentes entre el 694 y el 709, solo la disputa con Ine de Wessex al haber recibido refugio en Essex sus rivales al trono, sin embargo el conflicto se resolvió de forma pactada en el Sínodo de Brentford, por el cual los rivales de Ine fueron expulsados de Essex, mientras el rey de Wessex prometía no atacar a los sajones orientales. De Sigeheard solo se tiene un chárter incompleto en San Pablo de Londres en el cual Sigeheard de acuerdo con Cenred de Mercia confirma la compra de Fulham por el obispo de Londres Waldhere a su homónimo de Hereford, Tyrhtel. De Suebredo tenemos tres, uno localizado en Nazeig, otro en la península de Degie y el último en Twickenham. No se sabe cuándo accedió al trono, pero se sabe que el hijo de Sigeheard, Offa, fue asociado al trono de su padre, sin embargo prefiriendo la vida monástica, abdicó para marcharse a Roma con el rey Cenred de Mercia y entrar en un monasterio en el 609.
Con descendientes de Cenred en Mercia, Ceolred, Ethelbaldo y sobre todo Offa, Mercia se convierte en el estado hegemónico de Inglaterra a lo largo de todo el siglo VIII y los reyes de Essex se convierten en sub-regulus de los monarcas mercianos. Selredo, perteneciente a una rama lateral de la familia real accede al trono (709-746), pero ya no controla la zona occidental del reino, Middlesex y los territorios al oeste del Lea pasan definitivamente a Mercia, de este modo Londres, la capital de Essex se convirtió en el puerto principal de Mercia y una de sus ciudades principales. Entre 715 y 738, Suefberto, de parentesco desconocido con Selredo, comparte con este el trono, aunque posiblemente fuera un dux nombrado por Ethelbaldo para Middlesex. De los sucesores de Selredo, Suithredo (746-758), Sigerico (758-798) y Sigeredo (798-812), apenas se tienen datos, simplemente por los diplomas se puede ver que son los reyes de Mercia directamente los que otorgan las tierras de Essex y tan solo se encuentran lejanas menciones de los reyes nativos. En el 812 Coenwulf de Mercia disminuye aún más la importancia de Essex, pues degrada a Sigeredo de rex a dux, perdiendo Essex la dignidad de reino y pasando a ser una provincia de Mercia.
Egberto de Wessex, en la Batalla de Ellandun acaba con la hegemonía de Mercia en el 825, su hijo Ethelwulfo marcha sobre los reinos orientales, conquista Sussex, Surrey y Kent. Finalmente conquista Essex y depone a Sigeredo. Todos esos territorios unificados formaron el sub-reino de Kent & Sussex regido desde Canterbury, aunque posiblemente, Essex se incorporará directamente en Wessex.
A partir del 870 los ataques vikingos a las costas anglosajonas fueron continuos, Alfredo el Grande de Wessex debe hacer frente a la invasión danesa y consigue detener el avance danés en el 871, aunque Guthrum el líder de los daneses siguió controlando el este de la isla (Northumbria, Estanglia y parte de Mercia incluida Essex). En el 874 los daneses rompen la paz y atacan de nuevo a Alfredo, los enfrentamientos duran hasta el 878, cuando los sajones venecen en la Batalla de Ethandun. Los daneses acceden a retirarse a sus territorios iniciales e incluso deciden bautizarse, siendo el propio Alfredo el padrino del rey Guthrum, era un gesto importante, que indicaba la intención de los daneses de ser aceptados dentro de la política sajona, el mal llamado Tratado de Wedmore, porque no existió ningún documento escrito de tal tratado, determinaba que Essex (incluida Londres y Middlesex) estaba dentro del territorio danés. Pero de nuevo los daneses en el 884 intentan conquistar Wessex, y de nuevo los sajones logran rechazar a los vikingos. Finalmente el conflicto se resuelve con la Paz de Alfredo y de Guthrum, que reduciría el reino danés de la paz anterior, y de este modo Londres y los territorios al oeste del Lea volvían a manos sajonas, aunque no Essex. No fue hasta el 918 cuando Eduardo el Viejo, reincorpora Essex al reino sajón, el futuro reino de Inglaterra.

## Reyes de Essex
| Reinado  | Rey                                                       | Chárter                   | Notas                                                    |
| -------- | --------------------------------------------------------- | ------------------------- | -------------------------------------------------------- |
| 527-587? | Æscwine (Erkenwine, Erchenwine)                           | No                        | Rey legendario                                           |
| 587-604  | Sledda (Sledd)                                            | No                        | Posible fundador del reino                               |
| 604-616  | Saeberto (Sæberht, Saberht)                               | No                        | Sobrino de Ethelberto de Kent                            |
| 616-623  | Sexredo (Sexræd)                                          | No                        | junto a sus hermanos Sewardo y Sexbaldo                  |
| 616-623  | Saewardo (Sæward)                                         | No                        | junto a su hermano Sexredo. Posible sub-rex en Middlesex |
| 616-623  | Seaxbaldo (Seaxbald)                                      | No                        | junto a su hermano Sexredo. Posible sub-rex en Suth-ge   |
| 623-653  | Sigeberto I, el Pequeño (Sigebrht, the Little)            | No                        |                                                          |
| 653-660  | Sigeberto II, el Bueno (Sigebrht, the Good o the Blessed) | No                        |                                                          |
| 660-664  | Swithhelm                                                 | No                        |                                                          |
| 664-683  | Sighere                                                   | No                        | junto a su primo Sebbi                                   |
| 664-694  | Saebbi                                                    | No                        | junto a su primo Sighere. San Sebbi (29 agosto)          |
| 694-709  | Sigeheard                                                 | No                        | junto a su hermano Suebredo                              |
| 694-709  | Suebredo (Swæfred, Suebred)                               | Suebrædus rex Eastsaxonum | junto a su hermano Sigeheard                             |
| 709      | Offa                                                      | Offa rex                  | Abdica                                                   |
| 709-746  | Seleredo (Sælred,Swebert,Selered)                         | No                        | junto Suefberto 715-738                                  |
| 715-718  | Suefberto (Swæfberht)                                     | No                        |                                                          |
| 746-758  | Suithredo (Swithred,Swæfred)                              | No                        |                                                          |
| 758-798  | Sigerico (Sigeric)                                        | No                        | Abdica                                                   |
| 798-812  | Sigeredo                                                  | No                        |                                                          |